# Simfonia núm. 1 (Qarayev)
La Simfonia núm. 1 en si menor, és una simfonia en dos moviments composta el 1943 per Qara Qarayev durant la seva època d'estudiant, dedicada «a la memòria dels herois de la Gran Guerra Patriòtica». El primer enregistrament va ser fet pel segell Melodiya el 1989 interpretada per l'Orquestra Simfònica de l'Azerbaidjan dirigida per Rauf Abdullayev.

## Moviments
- I Molto sostenuto. Allegro
- II Lento moderato

## Origen i context
Qara Qarayev va marcar profundament la música del segle XX a l’Azerbaidjan, esdevenint un referent per als compositors del seu país. La seva Primera Simfonia, d’intensa càrrega emocional, combina l’estil melòdic i harmònic de la Transcaucàsia amb una escriptura orquestral refinada que revela l’empremta de Xostakóvitx, el seu mestre.

## Anàlisi musical
La Primera Simfonia de Qarayev destaca per la seva estructura inusual en dos moviments i pel seu ús ric del color tímbric. L’obra mostra una força expressiva notable, amb un to dramàtic que sembla reflectir l’ambient bèl·lic entre la Unió Soviètica i l’Alemanya nazi, tot i que també hi ressona un humor àcid i grotesc. Malgrat ser una composició juvenil, evidencia una gran habilitat orquestral i revela l’empremta estilística de Xostakóvitx.